# Bilka A/S
Bilka A/S is een Deense hypermarktketen binnen de Salling Group, die naast Bilka ook eigenaar is van Føtex, Netto en Salling. De Bilka keten bestond anno 2018 uit 18 vestigingen.
De naam Bilka gaat mogelijk terug op de oprichter Herman Salling. Tijdens een verblijf in West-Duitsland zou het concept van de goedkope Bilka-warenhuizen  hem hebben overtuigd. Volgens Hermann Salling zelf is de naam van zijn warenhuizen gebaseerd op het concept om hypermarkten met grote parkeerplaatsen op weidelocaties buiten de stadscentra te bouwen om klanten met auto's (in het Deens: bil) aan te spreken: Bil Ka. Het eerste warenhuis werd in 1970 geopend in Aarhus-Tilst. Sindsdien zijn er vooral in Jutland meer vestigingen opgericht.

## Locaties
De Bilka-warenhuizen bevinden zich in:
| Regio                 | Aantal | Plaats                                             |
| --------------------- | ------ | -------------------------------------------------- |
| Regio Hovedstaden     | 3      | Hillerød, Ishøj, København-Ørestad                 |
| Regio Zeeland         | 3      | Hundige, Næstved, Slagelse                         |
| Regio Zuid-Denemarken | 5      | Esbjerg, Kolding, Odense, Sonderborg, Vejle        |
| Regio Midden-Jutland  | 5      | Herning, Holstebro, Horsens, Viborg, Aarhus -Tilst |
| Regio Noord-Jutland   | 2      | Aalborg -Skalborg, Hjorring (AZ)                   |